# Asociația de Fotbal din Brunei
Asociația de Fotbal din Brunei este forul ce guvernează fotbalul în Brunei. Se ocupă de organizarea echipei naționale și a campionatului.